# FINCA Perú
FINCA Perú — перуанская микрофинансовая организация, работающая под зонтичным брендом международной сети FINCA International. Основана в 1993 году Лусиндой Флорес де Ланао и Акилесом Ланао Флоресом, до сих пор управляется представителями этой семьи (их дочь Айрис Ланао Флорес является генеральным директором, а её дочь Вивиана Салинас Ланао отвечает за человеческие ресурсы). FINCA Perú кредитует около тысячи «деревенских банков», каждый из которых состоит приблизительно из дюжины женщин. Они еженедельно собираются для того, чтобы совместно управлять своими финансами, страховать свои жизни, получать микрокредиты, поддерживать друг друга, изучать основы бизнеса и финансов, бухгалтерский учёт и методики продаж.
Средняя сумма кредита для сельских клиентов FINCA Perú составляет 70 долларов, для городских — 150 долларов. 93 % заемщиков составляют женщины, в основном использующие ссуды для основания небольшого розничного бизнеса или малого производственного предприятия. По состоянию на 2011 год FINCA Perú обслуживала свыше 16 тыс. заемщиков. Также организация проводит образовательные семинары для подростков, рассказывая об основах управления денежными средствами, семинары по здравоохранению (упор делается на раннее диагностирование рака и диабета, основы гинекологии и оптометрии), предоставляет университетские стипендии способным девушкам. Кроме того, у FINCA Perú существует экспортная программа для ремесленников, программа детских сберегательных счетов и микрофинансовая программа предотвращения семейного насилия. Об опыте социального предпринимательства FINCA Perú рассказывали на всемирном форуме Фонда Сколла.